# Фенекетлен
Фенекетлен (венг. Feneketlen-tó) — искусственное озеро в Венгрии. Находится в 11-м районе Будапешта.
В длину протягивается на 200 м, максимальная ширина составляет 40 м. Берега благоустроены. Популярное место отдыха.

## Название
Название озера в переводе на русский язык означает «Бездонное».

## История
Озеро Фенекетлен представляет собой затопленный глиняный карьер кирпичного завода. Окончательно оно сформировалось в 1877 году. В 1980-х годах в связи с ухудшением качества воды в озере, в нём была устроена искусственная циркуляция воды.

## Характеристика
Рядом с озеро находится уютный живой парк, где можно прогуляться. Здесь осталось несколько древних памятников, которые придают местности особый исторический дух, рядом находятся кафе и детские площадки. По озеру плавают утки, которые уже давно привыкли к посетителям, поэтому они совсем не боятся подплывать близко к берегу и лакомиться угощениями туристов. Фенекетлен — одно из любимых мест среди туристов, особенно в летнюю жару. Кроме того озеро сегодня является популярным городским местом для рыбалки.